# ダルマイヤー

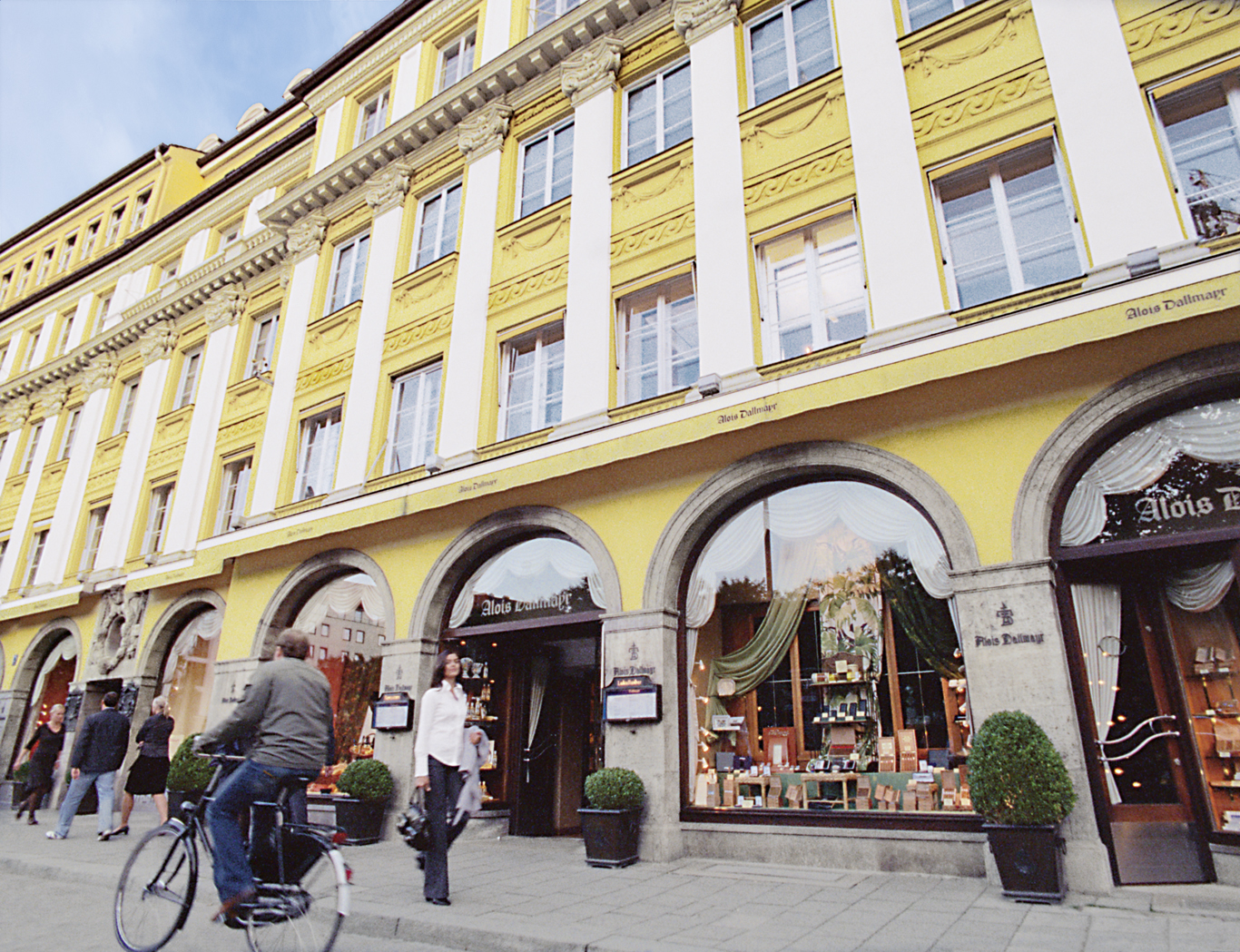
ミュンヘンにある創業店舗。本社もここに置かれている。

アロイス・ダルマイヤー(Alois Dallmayr)は、ヨーロッパ最大のデリカテッセン業者であり、ドイツで最も有名なコーヒーブランドの一つである。通常はダルマイヤーと略称される。300年以上の歴史を持ち、現在も家族経営を続けている。企業グループは、「デリカテッセン・ガストロノミー」（年間約280万人が訪れるミュンヘンの本店（Stammhaus）など）、「パーティー・ケータリング」、「コーヒー・紅茶」、「ベンディング・オフィス」（飲料やスナックの自動販売機の運営）の4つの事業部に分かれている。

## 歴史

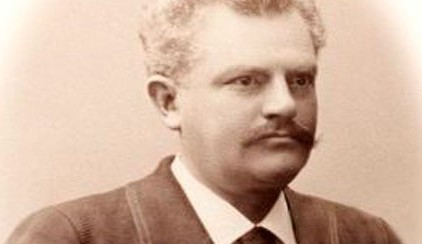
社名の由来となったアロイス・ダルマイヤー

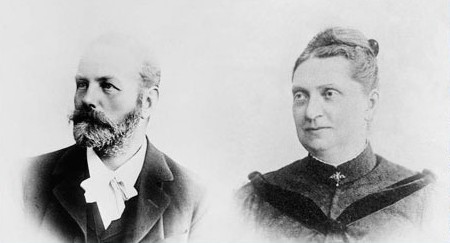
中興の祖となったランドルコファー夫妻

同社の起源は、1700年に遡る。当時、ミュンヘンの商人クリスチャン・ライッター(Christian Reitter)が、現在の同社の直接の前身となる事業を行っていた。1870年頃には、現在の社名の由来となったアロイス・ダルマイヤー(Alois Dallmayr)がこの事業を所有していた。1895年、ダルマイヤーはアントン・ランドルコファー(Anton Randlkofer)、テレーズ・ランドルコファー(Therese Randlkofer)の夫妻に事業を売却した。当時としては傑出した経営能力を持ったテレーズの経営の下で、15の王室御用達の称号を持つ、ヨーロッパでも有数のデリカテッセンハウスに発展した。
1933年、ダルマイヤーはコーヒーの取り扱いを始めた。この年、ブレーメンのコーヒー商人コンラッド・ヴェルナー・ヴィレ(Konrad Werner Wille)がミュンヘンに移り、ダルマイヤーにコーヒー部門を設立した。コーヒー部門は「ダルマイヤー・プロドモ」のテレビ広告などで国際的な知名度を得て順調に発展し、1985年にアロイス・ダルマイヤー・カフェー(Alois Dallmayr Kaffee OHG)として分社化され、現在では「コーヒー・紅茶」事業部を代表する最大の事業部門となっている。アロイス・ダルマイヤー・カフェーの株式は、ネスレグループにより50%が取得されたが、2003年に25%に引き下げられた。2015年7月、ネスレが保有する残りの株式もダルマイヤー本社によって買収されたが、販売においては協力を継続することが合意された。

## 現在のダルマイヤー

### データ
現在、アロイス・ダルマイヤー社の本社は、ミュンヘンの旧市街にあるディーナー通り14-15番地の創業時の店舗に置かれている。中興の祖の末裔であるフローリアン・ランドルコファーと、コーヒー部門の祖の末裔であるヴォルフガング・ヴィレの両氏が、親会社であるアロイス・ダルマイヤーKGの個人的責任株主として全株式を保有している。2014事業年度のダルマイヤーグループの売上高は約9億ユーロで、そのうち少なくとも5億ユーロは「コーヒー・紅茶」事業部、3億6千万ユーロは「ベンディング・オフィス」事業部、4千万ユーロは「デリカテッセン・ガストロノミー」事業部と「パーティー・ケータリング」事業部の売上である。
全世界で約3,500人の従業員が働いており、そのうち約2,000人がドイツに勤務している。ダルマイヤー社は、ドイツ国内のミュンヘン、ベルリン、ブラウンシュヴァイク、ブレーメン、ドルトムントの5つの工場で、年間約57,000トンのローストコーヒーを生産している。「ベンディング・オフィス」部門は、ヨーロッパの14か国とアラブ首長国連邦で事業を展開している。
2009年12月、ドイツ連邦カルテル局は、ダルマイヤー、メリタ、チボー、クラフトフーヅなどが価格カルテルを結んでコーヒーの価格の違法な操作をしたとして、これらの会社に罰金を課した。

### パブリックコミットメント
ダルマイヤー社は、カールハインツ・ベーム財団(Karlheinz Böhm Stiftung Menschen für Menschen)とジェーン・グドール・インスティテュート(Jane Goodall Institute)を支援している。
同社が販売するコーヒーには、UTZ認証ラベル、オーガニック認証ラベル、フェアトレード認証ラベル、レインフォレスト・アライアンスのロゴが付いている。また、エチオピアの砂漠化防止のために、「エチオピア」ブランドのコーヒーを1ポンド販売するごとに5本の木の苗を寄付している。
2011年、ダルマイヤーは世界初のサステナブル自動販売機を開発した。

## 各事業部

### デリカテッセン・ガストロノミー事業部

#### ミュンヘン本店

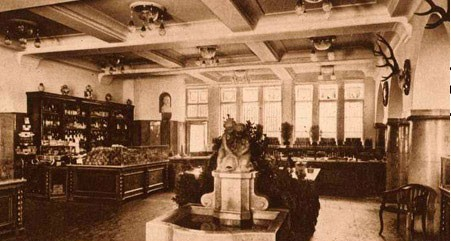
1912年の店内

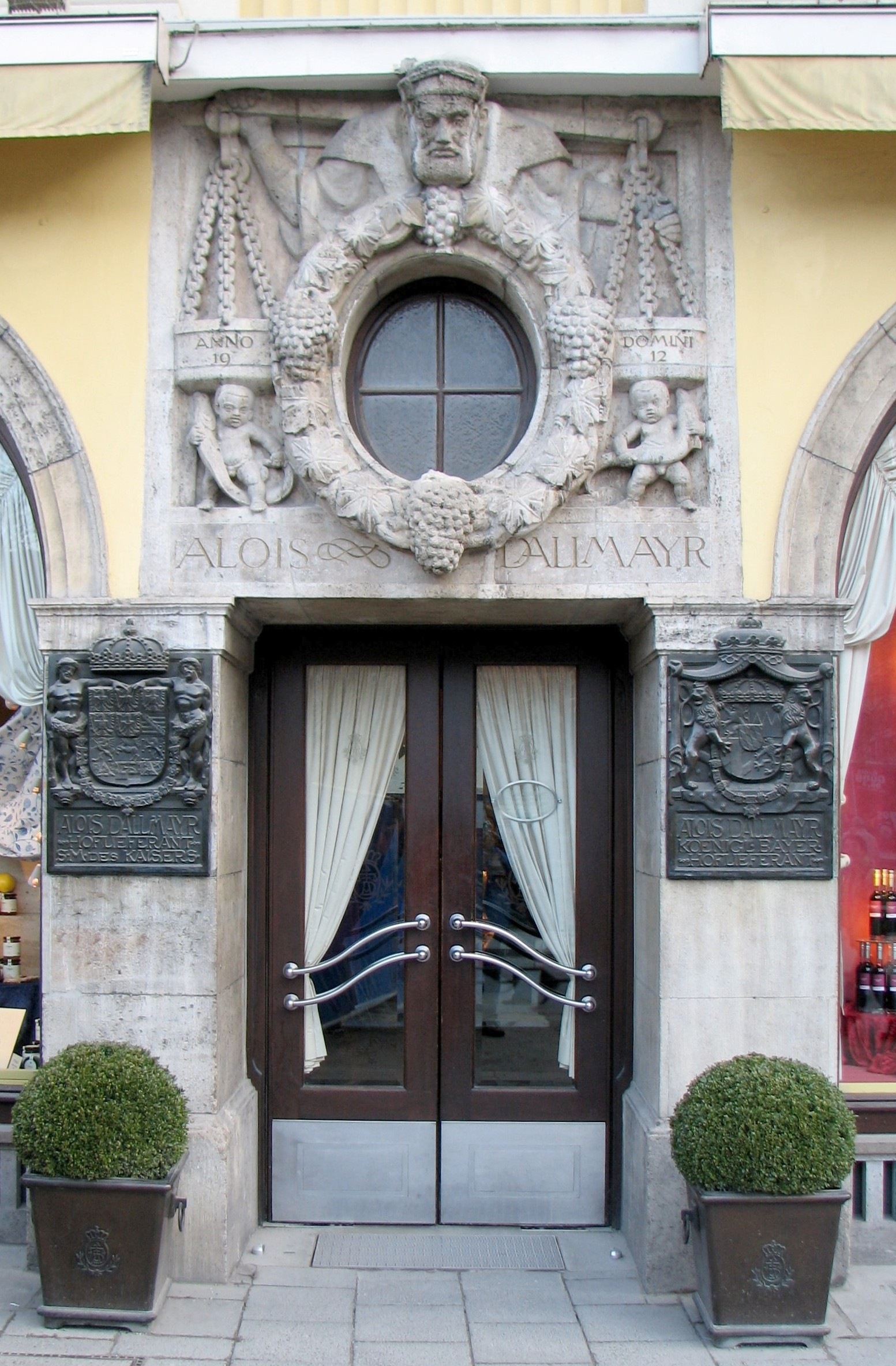
3つの出入口のうちの一つ

"Der Dallmayr"と呼ばれるミュンヘンの本店（シュタムハウス(Stammhaus)）は、ヨーロッパで最大のデリカテッセンハウスである。店内は品目ごとに19の部門（コーヒー、プラリネ、ワイン、ソーセージ・ハム、果物・野菜、魚、チーズ、パン、パスタ、肉、冷菜・温菜、紅茶など）に分かれている。「プロドモ」ブランドのテレビCMの影響で、コーヒー部門が最もよく知られており、CMに登場する通り、今日でも天秤ばかりを使ってコーヒーを量っている。本店で売られている商品は、ほとんどが自家製である。2階に調理場があり、70人の社員が料理を作っている。ワイン部門は特にフランス、イタリア、ドイツ、オーストリアのワインを販売しており、2008年にリニューアルされた。
スモークサーモンやチョコレートなど、スペースの関係で本店の調理場で製造できないものは、ミュンヘン近郊の自社工場で製造されている。ミュンヘン近郊のプラリネ工場では、年間40トン以上のプラリネやフルーツゼリーが、約70種類生産されている。
2003年6月29日、ダルマイヤーはミュンヘン空港のターミナル2に出店した。この店は制限エリア内にあり、有効な搭乗券を持った旅客のみが利用できる。

##### レストラン
本店1階には、クラシック・モダン料理を中心としたレストラン「ダルマイヤー」がある。2006年にリニューアルオープンし、ミシュランガイドで2つ星を獲得している。

##### カフェ・ビストロ
本店1階にはカフェ・ビストロもある。ミュンヘンのランドマークであるミュンヘン聖母教会に面している。

### パーティー・ケータリング事業部
ダルマイヤー社のケータリング部門は、数多くの王室の御用達として長い伝統を持っている。数千人規模のイベントにも対応しており、2011年8月に行われた旧プロイセン王室当主のゲオルク・フリードリヒ・フォン・プロイセンの結婚披露宴も請け負った。

### コーヒー・紅茶事業部

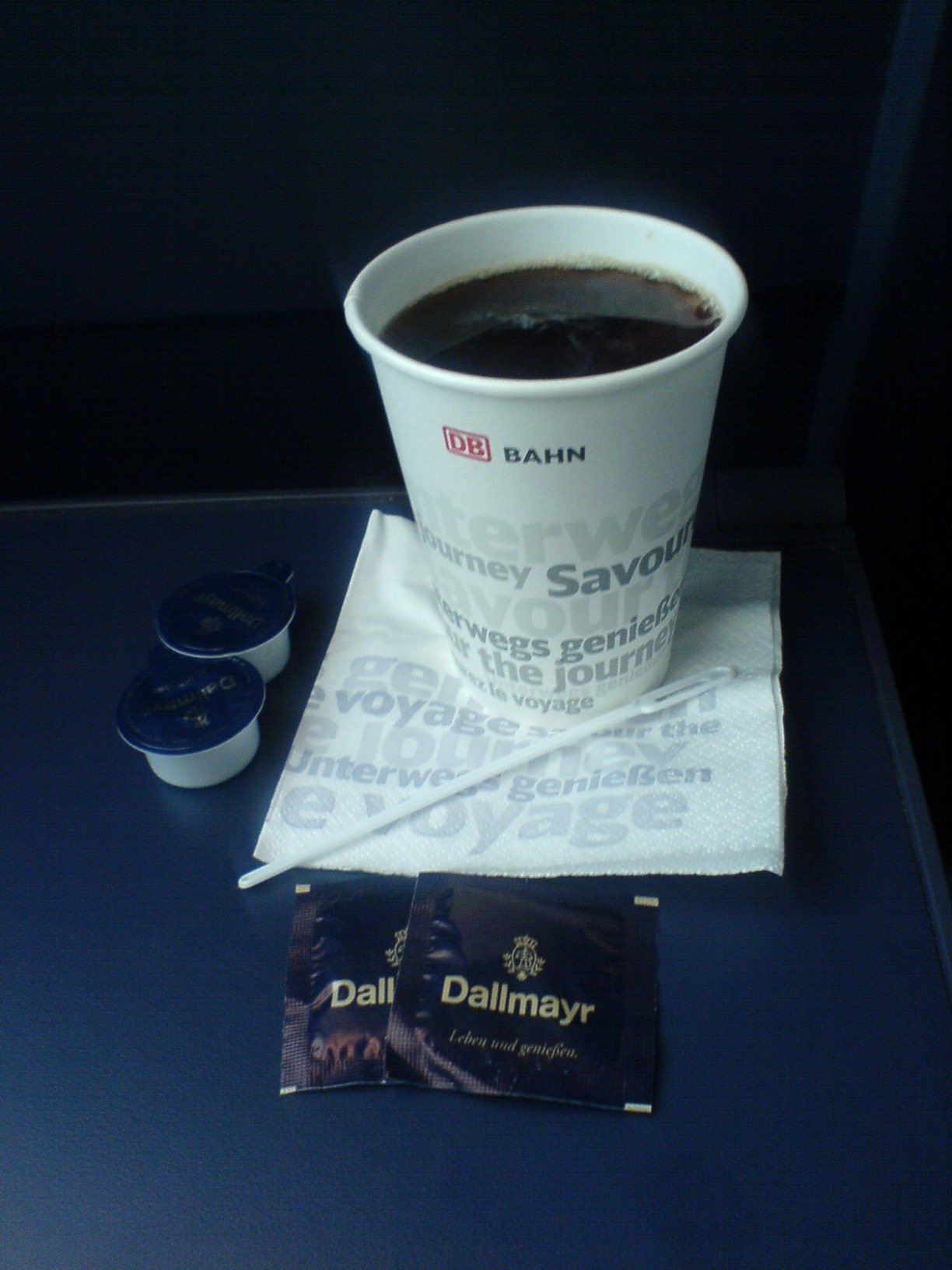
ドイツ鉄道のICEで提供されるダルマイヤー・コーヒー

ダルマイヤー・カフェー(Dallmayr Kaffee)は、ドイツで最も有名なコーヒーブランドの一つである。製品ブランドには、プロドモ(Prodomo)、クラシック(Classic)、クレマ・ドーロ(Crema d’Oro)、エチオピア(Ethiopia)などがある。2009年からは、ジャマイカのブルーマウンテンやハワイのコナなどの純粋なコーヒー品種を使ったプレミアムラインの「グラン・クリュ・カフェ」(Grand Cru Café)を展開している。
ダルマイヤー社は、主に水洗式アラビカ種生豆の加工業者として知られており、世界中から原料を調達している。アラビカ種の原産地であるエチオピアは、長年にわたり最も重要な供給地となっている。ダルマイヤー社は、ドイツ国内の5つの拠点で、年間約57,000トンのコーヒーを焙煎している。ニーダーザクセン州最大かつ最古のコーヒー加工業者であるHeimbs Kaffee社（1986年）とAzul Kaffee社（1997年）を買収し、アロイス・ダルマイヤー・カフェー社の子会社とした。
また、ダルマイヤー社は120種類以上の茶も販売している。定番の紅茶や緑茶だけでなく、様々なフレーバーティー、ルイボスやフルーツティー、南チロル産のハーブティーも扱っている。ダルマイヤー社は、高品質のダージリンティーの一番摘み茶葉を、摘み取った後に直接空輸する「エアフレイト」と呼ばれる紅茶を、ドイツで最初に提供した企業の一つである。

### ベンディング・オフィス事業部

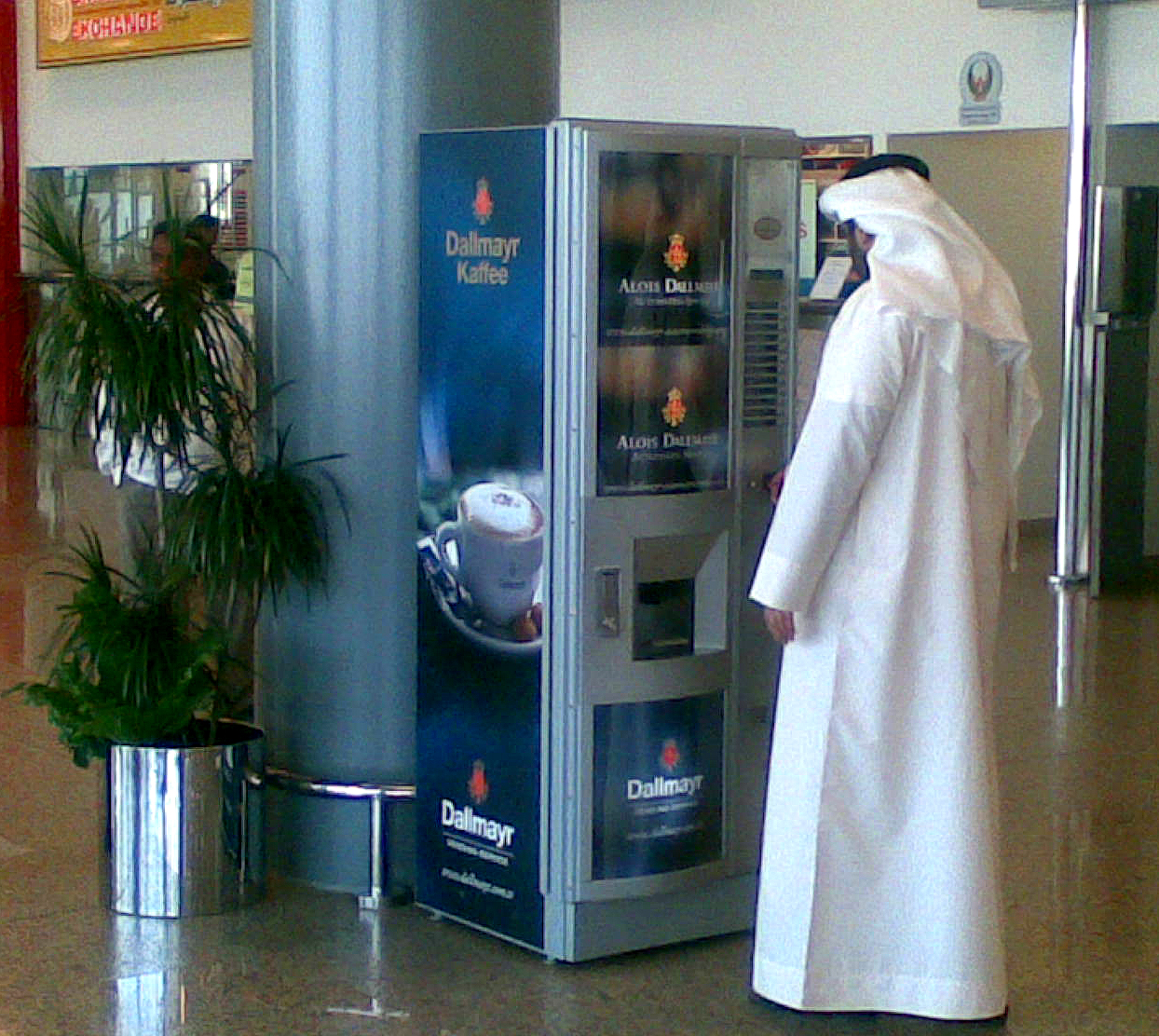
ドバイのダルマイヤー社のコーヒー自動販売機

ダルマイヤー社の「ヴェンディング&オフィス」事業部は、ドイツ国内だけでなく、ヨーロッパ全土やアジアで、飲料やスナックの自動販売機を運営している。最初の顧客はミュンヘンの自動車メーカーBMWで、1960年代にホットドリンクの自動販売機を工場に設置した。ダルマイヤーはこの自販機にコーヒーを供給し、自販機のメンテナンスも担当した。今日、ダルマイヤーは世界中で93,000台以上の自動販売機を運営しており、同社のデータによると、ドイツ市場のトップシェアであり、ヨーロッパでも5位以内に入っている。